# Rete di drenaggio
Per rete di drenaggio s'intende quel complesso di opere, tipiche dell'ingegneria idraulica, realizzate con il fine di raccogliere, convogliare e smaltire le acque meteoriche (cioè dovute alle precipitazioni) e le cosiddette acque nere (cioè quelle di rifiuto delle attività civili e industriali). 

L'uso di tale termine arricchisce e amplia quello più comune e diffuso di fognatura.
Le reti di drenaggio sono opere strettamente connesse allo sviluppo urbanistico e demografico di una città. 
In ogni epoca e in ogni regione del mondo perciò quando una città conosceva un certo sviluppo demografico si andava dotando di una rete di drenaggio più o meno estesa, più o meno complessa. 
Sicuramente famoso è l'esempio della Cloaca Massima realizzata a Roma nel VI secolo a.C. per assicurare il drenaggio delle acque dalla zona del Foro.